# 山蕉
山蕉（学名：Mitrephora maingayi）是番荔枝科银钩花属的植物。分布于印度、马来西亚、越南、老挝、印度尼西亚、柬埔寨、臺灣南投中寮、集集以及中國云南、广东、广西、贵州等地，生长于海拔600米至1,500米的地区，常生长在山地密林中，目前尚未由人工引种栽培。

## 别名
叭达（广西都安）；大去得使（广西靖西壮语）